# Ungaliophis
Genre
Synonymes
- Peropodum Bocourt, 1882

Ungaliophis est un genre de serpents de la famille des Boidae.

## Répartition
Les espèces de ce genre se rencontrent au Mexique, au Guatemala, au Honduras, au Nicaragua, au Costa Rica, au Panamá et en Colombie.

## Liste des espèces
Selon The Reptile Database (5 août 2011) :
- Ungaliophis continentalis Müller, 1880
- Ungaliophis panamensis Schmidt, 1933

## Publication originale
- Müller, 1880 : Erster Nachtrag zum Katalog der herpetologischen Sammlung des Basler Museums. Verhandlungen der Naturforschenden Gesellschaft in Basel, vol. 7, p. 120-165 (texte intégral)